# Gigantochloa multiculmis
Gigantochloa multiculmis är en gräsart som beskrevs av Aimée Antoinette Camus. Gigantochloa multiculmis ingår i släktet Gigantochloa och familjen gräs.
Artens utbredningsområde är Laos. Inga underarter finns listade i Catalogue of Life.